# Critérium National de la Route 1961
Il Critérium National de la Route 1961, trentesima edizione della corsa, si svolse il 2 aprile su un percorso di 250 km, con partenza e arrivo a Montlhéry. Fu vinto dal francese Jacques Anquetil della Helyett-Fynsec-Hutchinson davanti ai suoi connazionali André Darrigade e Jean Gainche.

## Ordine d'arrivo (Top 10)
| Pos. | Corridore        | Squadra                   | Tempo    |
| ---- | ---------------- | ------------------------- | -------- |
| 1    | Jacques Anquetil | Helyett-Fynsec-Hutchinson | 6h00'51" |
| 2    | André Darrigade  | Alcyon-Leroux             | s.t.     |
| 3    | Jean Gainche     | Mercier-BP-Hutchinson     | s.t.     |
| 4    | Jean Forestier   | Alcyon-Leroux             | s.t.     |
| 5    | Joseph Thomin    | Margnat-Rochet-Dunlop     | s.t.     |
| 6    | Fernand Picot    | Peugeot-BP-Dunlop         | s.t.     |
| 7    | Jean Stablinski  | Helyett-Fynsec-Hutchinson | s.t.     |
| 8    | Valentin Huot    | Mercier-BP-Hutchinson     | s.t.     |
| 9    | Pierre Everaert  | Rapha-Gitane-Dunlop       | s.t.     |
| 10   | Jean Milesi      | Liberia-Grammont-Wolber   | s.t.     |